# 快樂星期天
《快樂星期天》（英語：Happy Sunday）是由映畫傳播製作、中華電視公司（華視）監製的台灣電視綜藝節目；2003年4月6日至2008年4月6日止，每星期日20時至22時（台灣時間）於華視主頻播出，接檔《超級星期天》。該節目的張小燕時期製作人為郭建宏、李方儒，李明依時期開始則由黃裕昇接手製作。

## 概要
本節目承襲《超級星期天》，類型定為大型綜藝節目，為張小燕短暫休息後的復出電視之作，同時帶領當時的新人，如S.H.E、羅志祥、張善為等加入主持群。第二期則改版與歌手張宇攜手主持。
張小燕請辭《快樂星期天》之後，改由李明依、巫啟賢接替主持棒；後由於收視率的考量，節目內容轉型為以校園學生互動為取向，並曾先後推出〈藝能歌喉戰〉和〈校園歌喉戰〉等歌唱比賽單元，時間點早於中視《超級星光大道》掀起之選秀風潮。但後期由於製作團隊規劃不當造成觀眾流失，2008年3月起再轉型為以人物成長故事為主的訪談性節目；但由於收視率仍然不佳，最後被迫將這個長壽綜藝節目停播，映畫傳播與華視長達五年的合作關係也宣布終止。映畫傳播YouTube官方頻道提供本節目官方精華版。
華視開播初期曾播映同名綜藝節目，該節目標榜「集歌舞之精華，集國內外藝人於一堂，其高度育樂性，使觀眾有一個輕鬆愉快的週末」。 中視也曾在1993年播映同名綜藝節目，由解王泉擔任執行製作。

## 歷屆主持人
- 第一任：

| 開始時間 | 結束時間 | 主持人                                    | 備註                                                   |
| -------- | -------- | ----------------------------------------- | ------------------------------------------------------ |
| 2003年   |          | 張小燕、黃子佼、卜學亮、羅志祥、S.H.E主持 | 主持群之一的羅志祥因接新節目請辭，主持棒由張善為接替。 |

- 第二任：

| 開始時間 | 結束時間 | 主持人           |
| -------- | -------- | ---------------- |
| 2004年   |          | 張小燕、張宇主持 |

- 第三任：

| 開始時間 | 結束時間 | 主持人             | 備註                                                   |
| -------- | -------- | ------------------ | ------------------------------------------------------ |
| 2005年   | 2007年   | 李明依、巫啟賢主持 | 包小松、包小柏、黃舒駿、黃韻玲為〈歌喉戰〉單元評審班底 |

- 第四任：

| 開始時間 | 結束時間 | 主持人             | 備註                                                               |
| -------- | -------- | ------------------ | ------------------------------------------------------------------ |
| 2007年   |          | 蔡康永、黃子佼主持 | 包小松、包小柏、黃舒駿為〈快樂歌喉戰〉、〈校園歌喉戰〉單元評審班底 |

- 第五任：

| 開始時間 | 結束時間 | 主持人             |
| -------- | -------- | ------------------ |
| 2008年   | 2008.4.6 | 高怡平、卜學亮主持 |

## 節目介紹
節目共分為四個時期：
1. 張小燕時期：張小燕回鍋《星期天》主持人之後，除了製作團隊全面改組外，子弟兵黃子佼、卜學亮也重回《星期天》的主持工作，並新加入羅志祥、S.H.E，讓節目更加精彩。但之後因收視率未漸起色，主持群之一的羅志祥因接新節目與映畫製作鬧翻請辭，主持棒由張善為接替，而女主持人S.H.E的團員陳嘉樺（Ella）在「快樂株式會社」的單元中受傷，導致節目每況愈下，節目不得不改版。除了主持人張小燕在節目改版後不變外，另外加入歌手張宇與張小燕搭擋主持。張小燕時期著名的單元有「群星會」、「快樂比一比」、「快樂株式會社」、「快樂時光機」、「Yokoso Japan」、「快樂獅子會」等單元。
2. 李明依時期：張小燕因與當時的華視總經理江霞傳出不合，在2004年底宣布請辭離開《快樂星期天》，這也是張小燕第二度離開《星期天》節目的主持工作。華視總經理江霞則另邀李明依、巫啟賢接棒主持，此時《快樂星期天》全面改版，以區隔張小燕時期的《快樂星期天》，後期主持人巫啟賢與主持搭檔李明依傳出不合請辭，節目改由李明依單獨主持。李明依時期的《快樂星期天》改版幅度大，爭議也最多，不過此時期最著名的單元為「快樂調查局」、「藝能歌喉戰」與「校園歌喉戰」，並締造了「快樂幫」的誕生。
3. 蔡康永時期：李明依在主持完第一屆的「校園歌喉戰」後宣布請辭，由蔡康永接棒主持。但蔡康永接棒時，面臨到兩大選秀節目超級星光大道、超級偶像的夾殺，節目不得不再改版。蔡康永時期最著名的單元有「快樂歌喉戰」與「黃包車輪戰」，後期更加入黃子佼與蔡康永搭擋主持。
4. 高怡平時期：蔡康永因製作單位遊戲內容，宣佈請辭，主持搭擋黃子佼與歌喉戰評審包小松、包小柏、黃舒駿也宣佈請辭。此後製作單位另邀高怡平、卜學亮接棒主持，節目也同時改版，並與選秀節目做區隔，但收視依舊一蹶不振，最後被迫結束長達14年的《星期天》節目。此時期最著名的單元為「台灣101」。

各單元內容如下：

### 張小燕時期
張小燕時期的《快樂星期天》主題曲由主持群黃子佼、卜學亮、羅志祥、S.H.E合唱。每段開場口號為「《快樂星期天》，Happy!」：一位主持人喊「快樂星期天」，然後全體舉起右手握拳向前伸直並齊喊「Happy!」。
快樂比一比
承襲前身節目《超級星期天》的遊戲單元〈超級比一比〉。
群星會
以藝人模仿秀與表演為主軸的單元。
公聽會
承襲前身節目《超級星期天》的〈記者會〉單元，佈置成法庭的方式來「審問」藝人。
Sunday Talking
承襲前身節目《超級星期天》的〈超級任務〉單元。
Sunday.com
以網際網路事物為主之單元。單元原本是在中視《周日八點黨》，後來因製作人李方儒跳槽華視，將節目單元搬來，節目單元後來在緯來綜合台獨立成節目《娛樂大網ㄎㄚ》。
快樂株式會社
承襲前身節目《超級星期天》的〈超級初體驗〉單元，以主持人體驗新奇事物為主。前期由S.H.E主持，後期則由張善為接棒。
快樂時光機
邀請明星大牌至節目中，共同回憶第一次的經驗與畫面。口號：「快樂時光機，回到第一次！」
快樂全壘打
遊戲單元。
快樂DV8
承襲前身節目《超級星期天》的〈Channel S〉單元。邀請民眾分享投稿有趣影片的單元。
我愛大明星
承襲前身節目《超級星期天》的〈每周一曲〉單元，由黃子佼模仿該位藝人。
上下左右比一比
遊戲單元。
雙雙對對比一比
遊戲單元，在後面的來賓必須控制前方來賓的手腳，以肢體動作讓前方來賓猜出答案。
自由戀愛
男女配對單元，曾與PChome Online交友合作。
Yokoso Japan
與日本國際觀光振興機構合作的外景旅遊單元，由主持人S.H.E實地至日本拍攝，後來在華視獨立成旅遊節目《Yokoso Japan 日本再發現》。
全民亂演
外景單元，邀請現場民眾一同參與亂演，並給予獎金。
Taiwan Walker
外景景點介紹單元，僅播出一集。
快樂診療室
以星象命理分析為主的單元。
快樂獅子會
邀請大牌藝人來到節目現場，加入好友的吐槽和爆料，揭發他不為人知的一面，讓藝人招架不住，頻頻跪地求饒。除了勁辣對話外，還有神秘人物來到現場，並播出藝人在演藝圈許多的第一次畫面，如：第一次登台、第一張專輯的造型、第一支廣告畫面。該單元於2004年8月22日播出許瑋倫尋找初戀男友，是最受矚目與懷念的一集。
兩張王牌在唱歌
將現場布置成華麗的演唱會，邀請知名歌手來到節目，除了能欣賞到不同曲風的經典好歌外，還會看到張宇和歌手同台飆歌的畫面、張小燕五音不全的爆笑演出。「兩張」指的就是張宇與張小燕。主題曲：「燕子在唱歌，張宇在唱歌，大家快樂唱歌。兩張王牌在唱歌，兩張王牌在唱歌，兩張王牌在唱歌。」

### 李明依時期
李明依時期的《快樂星期天》主題曲由主持人巫啟賢以搖滾曲風獨唱：「希望每一天，快樂星期天——！」。
依啟high翻天
類似〈快樂獅子會〉單元，每周邀請三位到四位觀眾熟悉喜愛的大牌藝人，敘述其辛苦的演藝歷程及曾經所發生的趣事糗事，其中更視邀請到的來賓穿插經典爆笑的資料影片、熱鬧的遊戲競賽、華麗的歌舞表演，及測試人性勾心鬥角大考驗，除了麻辣有趣的節目內容之外，更能看到藝人不為人知的八卦糗事。
快樂調查局
由主持人出題，題目內容圍繞在來賓之間。包括：「誰最喜歡巴結上司？」「誰最不會演戲？」…等等。請來賓寫下心目中的人選之後，戴上耳機，再由主持人公布答案。由於對方聽不到彼此講什麼，所以是個「有冤報冤、有仇報仇」的好機會。
快樂演唱會
曾與《民生報》合作製播「快樂民生演唱會」，並於節目中播出。
藝能歌喉戰
歌唱單元，僅限藝人參加。常任評審為包小松、包小柏、黃舒駿、黃韻玲(2006年5月擔任客座評審)、巫啟賢(主持人兼評審)。
每個評審的桌上都有一個警示燈。參賽者輪流上場唱歌，一人唱一首歌。但在歌曲之頭段進歌時，參賽者必須於門後唱歌（電視播送時只會聽到參賽者歌聲，不會看到人），直到主持人喊:「歡迎XXX（參賽者之姓名）」時，門才會打開，參賽者須走至舞台中央唱接下來的歌曲片段，參賽者唱完整首歌以前，如果有三個以上的警示燈閃爍，就會被噴乾冰；此時參賽者停止唱歌，然後李明依宣告參賽者闖關失敗；這條規則稱為「三個燈亮，淘汰離場」。參賽者唱完整首歌以後，李明依宣告參賽者闖關成功。隨後，每個評審會輪流以犀利的言語講評該位參賽者的表現。所有評審皆已講評完畢之後，若該位參賽者闖關失敗，李明依會請該位參賽者離場；若該位參賽者闖關成功，李明依會請該位參賽者走到休息區就座休息。
該單元有時會開放「簡訊票選活動」，題目是：「最希望哪一位參賽藝人再度回到節目中挑戰？」闖關失敗的參賽者，若在活動期間內得到最高票，則可參加「敗部復活」賽程。
該單元因余祥銓精神崩潰事件、評審包小柏遭歹徒毆打事件而爆紅。但後期因來賓陣容不佳、評審犀利度不若以往、以及主持人兼任評審的巫啟賢宣布退出，導致收視率下滑。
《快樂星期天》停播之後，2008年至2009年，台灣互動電視公司（TITV）購入該單元的網際網路播映權，交由該公司設立的亞洲綜合台（當時中華電信MOD第33頻道）自成一個獨立節目《藝能歌喉戰》播映。
校園歌喉戰
歌唱單元，常任評審為包小松、包小柏、黃舒駿。
開放全台灣各大專院校學生報名參加的歌唱競賽，常任評審為包小松、包小柏、黃舒駿。這三位評審在該單元中被合稱「松柏駿」，自2006年5月起深入全台灣各大專院校進行歌唱新秀選拔，並選出各校冠軍到節目錄影現場進行月冠軍、季冠軍評選，落敗的校園冠軍假如官網票選通過，仍可參加敗部復活，成為敗部冠軍。棚內比賽規則亦與藝能歌喉戰雷同，經2007年5月中旬四季季冠軍7強出爐，環球唱片前來舉行單曲錄製資格賽，6月份12位敗部冠軍爭奪年度10強最後三個名額，並自該年6月24日起進行年度10強共計六場的循環淘汰賽(前四場為現場直播；最後兩場因當期同型態節目超級星光大道迅速且成功地走紅，致使本節目有收視成績上的壓力而取消最後兩場決賽的直播)。在該年7月15日進行最後一次直播，卓義峯當選為該屆網路簡訊票選之人氣歌喉王。7月25日錄製之總決賽中所選拔出來的歌唱新秀，合稱「校園快樂幫」，簡稱「快樂幫」，並出版合輯《我是NO.1》與《搖滾快樂》。2007年8月1日，李明依在〈快樂謝師宴〉正式請辭，告別《快樂星期天》。
歷屆賽事
| 屆數   | 播出日期                     | 冠軍   | 亞軍   | 季軍   | 第四名 | 第五名 | 合作單位 |
| ------ | ---------------------------- | ------ | ------ | ------ | ------ | ------ | -------- |
| 第一屆 | 2006年5月14日－2007年7月29日 | 韋禮安 | 艾鈞偉 | 張晉樵 | 王詣賾 | 蘇清和 | 環球音樂 |
| 第二屆 | 2007年9月22日－2008年1月20日 | 康思婷 | 李雅雯 | 王怡婷 | 張詠修 | 楊順安 | 豐華唱片 |

第一屆名次記錄：
- 第一名   台灣大學－韋禮安
- 第二名   義守大學－艾鈞偉(參與合輯)
- 第三名   大葉大學－張晉樵(參與合輯)
- 第四名   屏東科技大學－王詣賾
- 第五名   勤益科技大學－蘇清和(參與合輯)
- 第六名   明新科技大學－蔡育鵬(參與合輯)
- 第七名   聯合大學－王文宣(參與合輯)
- 第八名   台北科技大學－簡朝崙
- 第九名   中華大學－曾信祁
- 第十名   中正大學－許竹君
- 第十一名 東海大學－卓義峯(參與合輯)
- 第十二名 德明技術學院－鄭博夫(參與合輯)
- 第十三名 靜宜大學－利得彙(參與合輯)
- 第十四名 高雄應用科技大學－楊程鈞(參與合輯)
- 第十五名 銘傳大學－呂佳芳(參與合輯)
- 第十六名 台北護理學院－黃媺珊
- 第十七名 華梵大學－王筱琳
- 第十八名 台中技術學院－曾仁郁(參與合輯)
- 第十九名 嘉義大學－賴駿逸

### 蔡康永時期
蔡康永時期的《快樂星期天》主題曲由第一屆校園快樂幫以搖滾曲風合唱：「希望每一天，快樂星期天——！」。
快樂歌喉戰
歌唱單元，由藝人、觀眾參加。常任評審為包小松、包小柏、黃舒駿。
第一屆賽後之暑假，由於〈校園歌喉戰〉需於開學期間錄影，且當時蔡康永甫入主《快樂星期天》，因此便成為暑期特別單元。由具有歌唱實力的藝人擔任關主來把關，開放觀眾參與挑戰。挑戰成功者不僅可以獲得獎金，更可以表現自己。由重量級藝人擔任的大魔王，包括潘越雲、楊烈、姚可傑、徐亨、蔡依林、蘇永康、李聖傑、康康、范瑋琪等。前幾集曾頗受好評，但沒多久又重蹈〈藝能歌喉戰〉與〈校園歌喉戰〉覆轍，讓許多觀眾逐漸喪失信心。
第二屆校園歌喉戰
歌唱單元，常任評審為包小松、包小柏、黃舒駿、黃子佼(主持人兼評審)。
2007年9月開始的第二屆〈校園歌喉戰〉，賽制跟第一屆有很大的不同。「松柏駿」同樣先到各校園進行選拔，第二屆共前往16所學校，一次四所選出來的四位校園冠軍再進棚進行四進三PK賽，共持續四輪選出12強定名為「快樂二世代」開始主題性的挑戰賽，合作單位為豐華唱片。第二屆內容剛開始頗受好評與期待；但沒多久製作單位臨時改變賽制，動輒剪接精彩片段的惡習又故態復萌(早在7/29第一屆總冠軍賽播出後即有不少7/25看過現場錄影的觀眾表達此現象)。
12月起，黃子佼加入成為第二位主持人兼第四位常任評審，但僅限棚內，不與「松柏駿」出外景。在第二屆比賽進行當中，由於中視《超級星光大道》及台視、三立《超級偶像》崛起、加上製作單位仍對節目內容沒有創新、消極經營的態度、亂剪片段的惡習不改，導致收視率每況愈下，最後賽程臨時決定腰斬。在2008年1月20日七強出爐直接進行總冠軍賽結束並宣布停辦。
第二屆名次記錄：
- 第一名   成功大學－康思婷(參與合輯)
- 第二名   海洋科技大學－李雅雯(參與合輯)
- 第三名   中原大學－王怡婷(參與合輯)
- 第四名   清雲科技大學－張詠修(參與合輯)
- 第五名   樹德科技大學－楊順安(參與合輯)
- 第六名   中央大學－胡文婷(參與合輯)
- 第七名   高雄大學－李易達(參與合輯)
- 第八名   高雄醫學大學－蔡仁皓(參與合輯)
- 第九名   高雄第一科技大學－陳又薪(參與合輯)
- 第十名   建國科技大學－邵顗蓁(參與合輯)
- 第十一名 台南大學－林妤芳(參與合輯)
- 第十二名 中山醫學大學－陳韋蓁(參與合輯)
- 其他
- 東華大學－馬慧廷
- 中興大學－王泰傑
- 交通大學－王世明
- 朝陽科技大學－盧恩慈

校園爭霸戰
邀請各大專院校之奇人至節目中表演之單元，該單元表現優異的同學為丁元凱(中原大學)，黃崧渝(建國科技大學)，張立航、陳道賢(文化大學)。該四位之後加入「快樂二世代」為「四嗆」，12強與四嗆於2008年3月出版合輯《打開翅膀FLYAWAY》。
黃包車輪戰
〈校園歌喉戰〉停辦後，邀請藝人進行棚內趣味遊戲之單元。分為「包隊」與「黃隊」分組對抗，以惡搞方式試圖撐起收視率。由於遊戲內容過於老套且未有創新，收視率仍一蹶不振，最後迫使蔡康永、黃子佼與歌喉戰評審「松柏駿」退出《快樂星期天》。2008年2月24日播出〈歌喉戰系列畢業回顧特輯〉後，蔡康永時期正式畫下句點。

### 高怡平時期
高怡平時期的《快樂星期天》主題曲由第一屆校園快樂幫以搖滾曲風合唱：「希望每一天，快樂星期天——！」。
台灣101
談話性單元，2008年3月9日開播，以台灣各個領域的名人的成長故事為主題。首集來賓是星光二班的賴銘偉、黃美珍、曾沛慈、李千娜，另有「亞洲車神」陳雙全家族與「少林寺傳人」林勝傑，共播出五集。其後由於節目反覆邀請《超級星光大道》的人物(3/23、3/30楊宗緯、4/6「小胖老師」袁惟仁)，使得好不容易稍微回升的收視率又跌回原點，有觀眾留言表示「不願再看到製作單位利用友台（中視）奶水苟延殘喘的行徑」。最後華視高層快刀斬亂麻，緊急宣布《快樂星期天》自2008年4月13日起停播，並結束了長達14年的《星期天》節目；映畫傳播與華視長達五年的合作關係，也宣布終止。
快樂TV SHOW
古裝爆笑短劇單元，僅播出兩集。

## 爭議事件
- 2005年 (事源:1991年拍攝電視劇《半生緣一世情》時，因不滿同劇香港演員藍潔瑛遲到而在公共場所踹踢藍氏) 來賓狄鶯得意洋洋地描繪向藍潔瑛施暴過程，毫無歉意，又嘲笑她是「藍大牌」.此時藍潔瑛已息影多年.藍從沒對任何人說過這事。還有陪笑的主持人.令很多觀眾感到反感。[6]。

- 2005年5月22日，〈快樂調查局〉單元來賓許純美遲到一小時半左右，到場時卻於錄影時間闖入攝影棚，擾亂錄影秩序，絲毫無任何歉意，使主持人李明依開始與許純美起口角，因而來賓狄鶯打抱不平而離場而去。許純美繼續與李明依起口角，之後主持人李明依、巫啟賢與來賓紛紛離場，工作人員只好請許純美先行離場，等主持人情緒平復後，再視目前情況，是否讓許純美繼續錄影。十分鐘後，工作人員邀請主持人與來賓回座，準備繼續錄製節目。許純美眼見場面無法收拾，決定自願放棄錄影資格，直接離場。事後，新聞畫面不斷播放節目當中的衝突畫面，引起觀眾的好奇心，原本觀眾以為29日會完整播出，製作單位卻說是6月5日才播出，引起不少觀眾及網友的不滿，認為有炒作新聞嫌疑。映畫傳播表示，原本29日當天播出，怕播出該片段後許純美會向法院提出告訴，所以決定暫不播出，後來聽說許純美決定撤銷告訴，才又決定延後一週(6月5日)播出。[7][8]

- 2005年12月1日，藝人余天及李亞萍之子余祥銓，在〈藝能歌喉戰〉單元中表演時走音、尚未唱到副歌即緊張嚴重忘詞，導致在節目中遭評審包小柏嚴厲批評：「你是藝人嗎？你受過訓嗎？」「拿了麥克風就是歌手啊？有了樂隊老師幫你伴奏，你就是天王了嗎？這只是變成你的高級卡拉OK場所！」余祥銓疑因生長環境過於順遂，抗壓性較差導致其為此大受打擊，傳出疑似罹患憂鬱症及恐慌症等精神疾病，有一段時間其虛脫、恍神、不吃、不喝、不說話、失控大哭大喊，嚴重影響自主生活的能力，而受到了各大新聞媒體報導，也因為此一事件，使其在台灣聲名大噪。也使《星期天》收視率短暫上升，但因此事件導致之後〈藝能歌喉戰〉單元的評審評論不再犀利。巫启贤本人受华视新闻杂志采访时公开发誓，当下并无毒舌余祥铨，更声称：“我没有说余天，李亚萍有什么了不起这句话，有说过我一定承认。” 但实际状况并不如巫启贤所说，因为后来这一集的母带流出，给余祥铨的父母——余天和李亚萍看到，才发现这是巫启贤搞的事情，让包小柏和包小松差点背上他的黑锅。看过该母带的余祥铨之母亲李亚萍则痛斥巫启贤说：“他怎敢说谎、发誓？会遭天谴的”。当时一同担任评审的包小松包小柏也很无奈的说，事实就是如此，也很惊讶巫启贤并未与他们道歉，还说：“可能他忘了自己说了什么吧。”

- 2006年1月12日，〈藝能歌喉戰〉單元評審包小柏因講評言詞犀利，於錄影休息時間遭四名歹徒闖入攝影棚毆打，三名歹徒當場落網、一名歹徒逃脫。包小柏經驗傷後並無大礙，三嫌依傷害罪移送法辦。此事件使華視開始加強注意大樓安檢管制及出入人員證件查驗。

## 新春特別節目
羊羊得意YOUNG翻天
主持人張小燕、黃子佼、卜學亮、羅志祥、S.H.E
2003年，《超級星期天》第一代主持人張小燕為回鍋節目，華視特別在過年幫其打造除夕特別節目，找回張小燕在《超級星期天》的子弟兵黃子佼、卜學亮及在華視週六晚上《TV三賤客》表現亮眼的主持人羅志祥及新生代喜愛的女子團體S.H.E共同主持。節目命名為《羊羊得意YOUNG翻天》，2003年1月30日首播。
飛燕迎新，澎康賀歲
主持人張小燕、澎恰恰、康康
2004年，華視為了挽救低迷的綜藝節目收視，在除夕特別節目找來《快樂星期天》主持人張小燕主持，並搭檔將在華視週六晚上主持《愛上星期六》的主持人澎恰恰、康康，節目命名為《飛燕迎新，澎康賀歲》。
金銀豬寶慶團圓
主持人張小燕、李明依、包小松、包小柏、黃舒駿
2007年，華視找來《快樂星期天》原班人馬主持除夕特別節目，並找回第一代主持人張小燕與《快樂星期天》主持人李明依跟《快樂星期天》藝能歌喉戰評審包小松、包小柏、黃舒駿共同主持，節目命名為《金銀豬寶慶團圓》。

## 外部連結
| 中華電視公司 星期日20:00            | 中華電視公司 星期日20:00             | 中華電視公司 星期日20:00 |
| ----------------------------------- | ------------------------------------ | ------------------------ |
|                                     | 快樂星期天 （2003.4.6 - 2008.4.6）   |                          |
| 超級星期天 （1996.3.3 - 2003.3.30） | 綜藝聯合國 （2008.4.13 - 2008.7.13） |                          |